# 24sata
24sata (lett. "24ore") è una azienda mediatica in Croazia.

## Storia
La prima edizione del quotidiano 24sata fu pubblicata il 2 marzo 2005.Nato inizialmente come quotidiano cartaceo, rivolge poi la propria attenzione alle piattaforme online, mobile, social e video, raggiungendo così una media di un lettore su due croati.

## Pubblico
Nelle fasi iniziali, come quotidiano, l'attenzione era principalmente rivolta alla popolazione più giovane. Successivamente la sua lettura si allargò a tutte le fasce di età.

## Caratteristiche
Il suo concetto editoriale è incentrato sul lettore su tutte le piattaforme e combina le caratteristiche più importanti dei media più all'avanguardia. In linea con le tendenze globali, negli ultimi due anni ha aggiornato la sua strategia digital first, adeguandosi alle condizioni di mercato, creando nuovi formati.